# Mycalesis oculus
Mycalesis oculus är en fjärilsart som beskrevs av George Frederick Leycester Marshall 1880. Mycalesis oculus ingår i släktet Mycalesis och familjen praktfjärilar. Inga underarter finns listade i Catalogue of Life.

## Bildgalleri

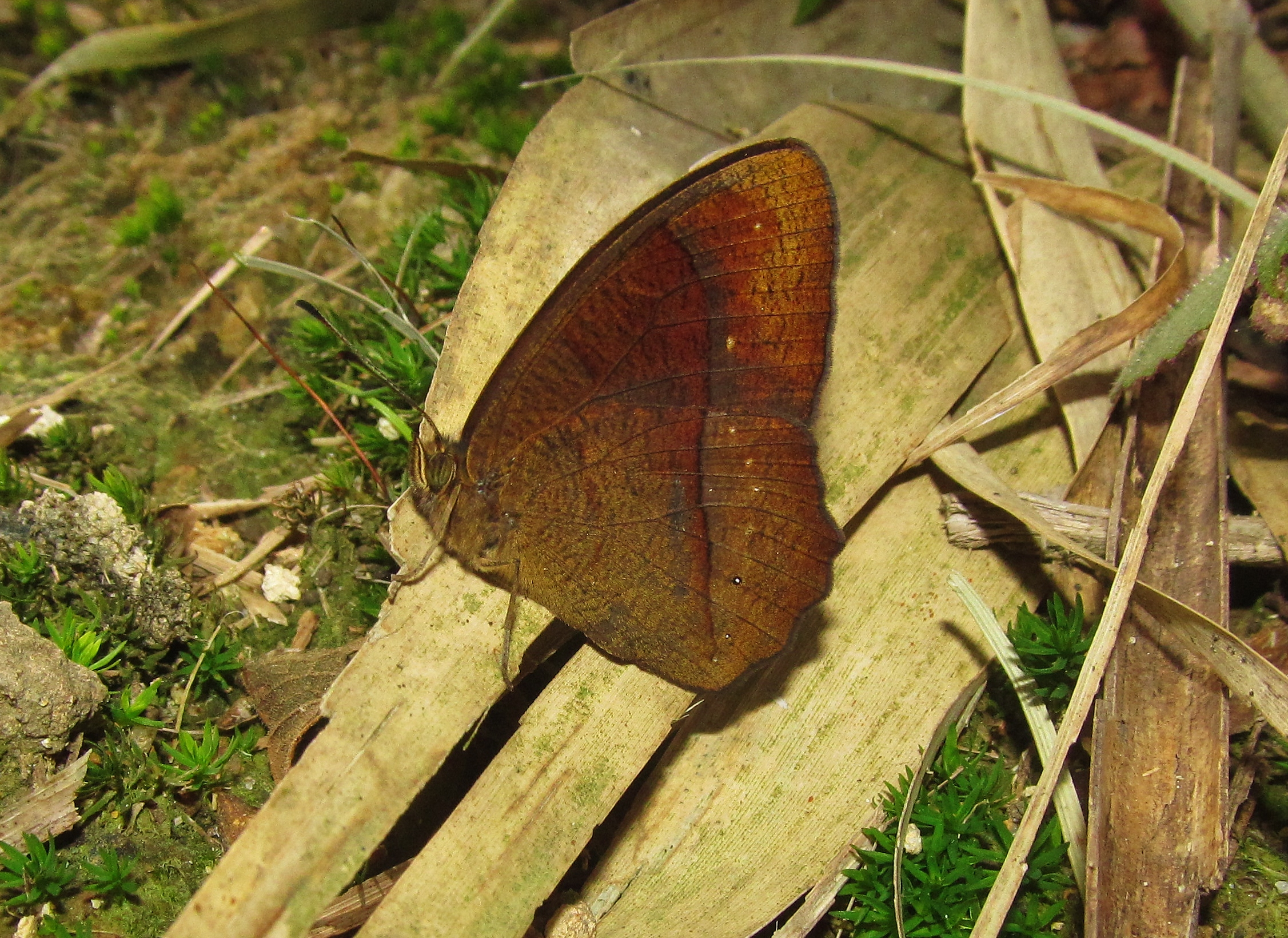